# Zambrzyniec
Zambrzyniec (prononciation : [zamˈbʐɨɲet͡s]) est un village de polonais, situé dans la gmina de Łochów de la Powiat de Węgrów et dans la voïvodie de Mazovie dans le centre-est de la Pologne.